# Hans Hüneke
Johannes Ernst « Hans » Hüneke (né le 12 janvier 1934 à Schwalenberg et mort le 14 août 2015 à Dernbach) est un athlète allemand, spécialiste des courses de demi-fond. 

## Biographie
Il remporte la médaille de bronze du 3 000 m steeple lors des championnats d'Europe 1958 à Stockholm, terminant derrière le Polonais Jerzy Chromik et le Soviétique Semyon Rzhishchin.
Il participe aux Jeux olympiques de 1960, à Rome où il déclare forfait pour la finale.

### Palmarès
| Date | Compétition           | Lieu      | Résultat | Épreuve         | Performance  |
| ---- | --------------------- | --------- | -------- | --------------- | ------------ |
| 1958 | Championnats d'Europe | Stockholm | 3e       | 3 000 m steeple | 8 min 43 s 6 |

### Records
| Épreuve         | Performance  | Lieu   | Date        |
| --------------- | ------------ | ------ | ----------- |
| 3 000 m steeple | 8 min 37 s 4 | Kassel | 3 août 1958 |